# Ginesa Ortega Cortés
Ginesa Ortega Cortés (Metz, 1967) és una cantant catalana de música flamenca.
Encara que va néixer a França, aquesta cantant d'origen romaní va viure des dels pocs mesos d'edat en Cornellà de Llobregat. Ha col·laborat amb l'Orquestra del Teatre Lliure –amb la qual va gravar, el 1991, El amor brujo de Manuel de Falla–, La Fura dels Baus o Joan Manuel Serrat.

## Discografia
- Siento (1997).
- Oscuriá (1999).
- Por los espejos del agua (Editat per Picap, 2002).
- Flamenca (Editat per Picap, 2006).
- El amor brujo (2011)